# 11克拉女王
11克拉女王（11 o'clock Queen），原節目名稱為《美麗天后宮》，是八大電視於2012年全新推出的談話性綜藝節目，節目製作人由吳雅雯擔任，節目是由友松傳播事業有限公司製作，節目主持人由利菁、小鐘擔任。從2012年7月9日起，每週一至週四晚上11點於八大綜合台播出。

## 歷史
- 2012年6月4日，八大電視舉辦11克拉女王宣傳記者會。
- 2012年6月15日，11克拉女王首錄。
- 2012年7月9日，11克拉女王開播，首播時間為每週一至週五晚上11點。
- 2012年7月28日，11克拉女王於八大戲劇台每週六、週日早上9點播出。
- 2012年8月9日，11克拉女王首播時間調整為每週一至週四晚上11點，而週五則是播出節目精選。
- 2012年8月15日，11克拉女王於中華電信MOD亞洲綜合台每週一至週五晚上10點播出。
- 2012年10月1日，1克拉女王首播時間正式調整為每週一至週四晚上11點。
- 2012年10月23日起，11克拉女王推出節目精選。
- 2012年11月29日，11克拉女王播出最後一集。
- 2012年12月3日至2012年12月28日，11克拉女王於高點電視台每週一至週五晚上11點播出。

## 節目開場白
- 利菁：「歡迎每天11 o'clock」
- 小鐘：「收看11克拉女王」

## 播出時間
首播
| 日期         | 星期         | 時間        | 頻道       |
| 2012年7月9日 | 每週一至週四 | 23:00~00:00 | 八大綜合台 |

重播
| 星期       | 時間        | 頻道          |
| 週六、週日 | 09:00~10:00 | 八大戲劇台    |
| 週日       | 11:00~12:00 | 八大綜合台    |
| 週一至週日 | 22:00~23:00 | MOD亞洲綜合台 |
| 週一至週五 | 02:00~03:00 | MOD亞洲綜合台 |
| 週一至週日 | 08:00~09:00 | MOD亞洲綜合台 |
| 週一至週五 | 13:00~14:00 | MOD亞洲綜合台 |
| 週六、週日 | 03:00~04:00 | MOD亞洲綜合台 |
| 週六、週日 | 14:00~15:00 | MOD亞洲綜合台 |
| 週六、週日 | 18:00~19:00 | MOD亞洲綜合台 |
| 週一至週五 | 23:00~00:00 | 高點電視台    |

## 外部連結
- 11克拉女王官網
- 11克拉女王的Facebook專頁

## 作品的變遷
| 八大綜合台 週一至週四23:00-00:00         | 八大綜合台 週一至週四23:00-00:00             | 八大綜合台 週一至週四23:00-00:00 |
| ---------------------------------------- | -------------------------------------------- | -------------------------------- |
|                                          | 11克拉女王 （2012年7月9日 - 2012年11月29日） |                                  |
| 爸媽囧很大 （2011年6月6日-2012年7月5日） | 爸媽囧很大 （2012年12月3日-待查）            |                                  |